# صيغ نيوتن-كوتس

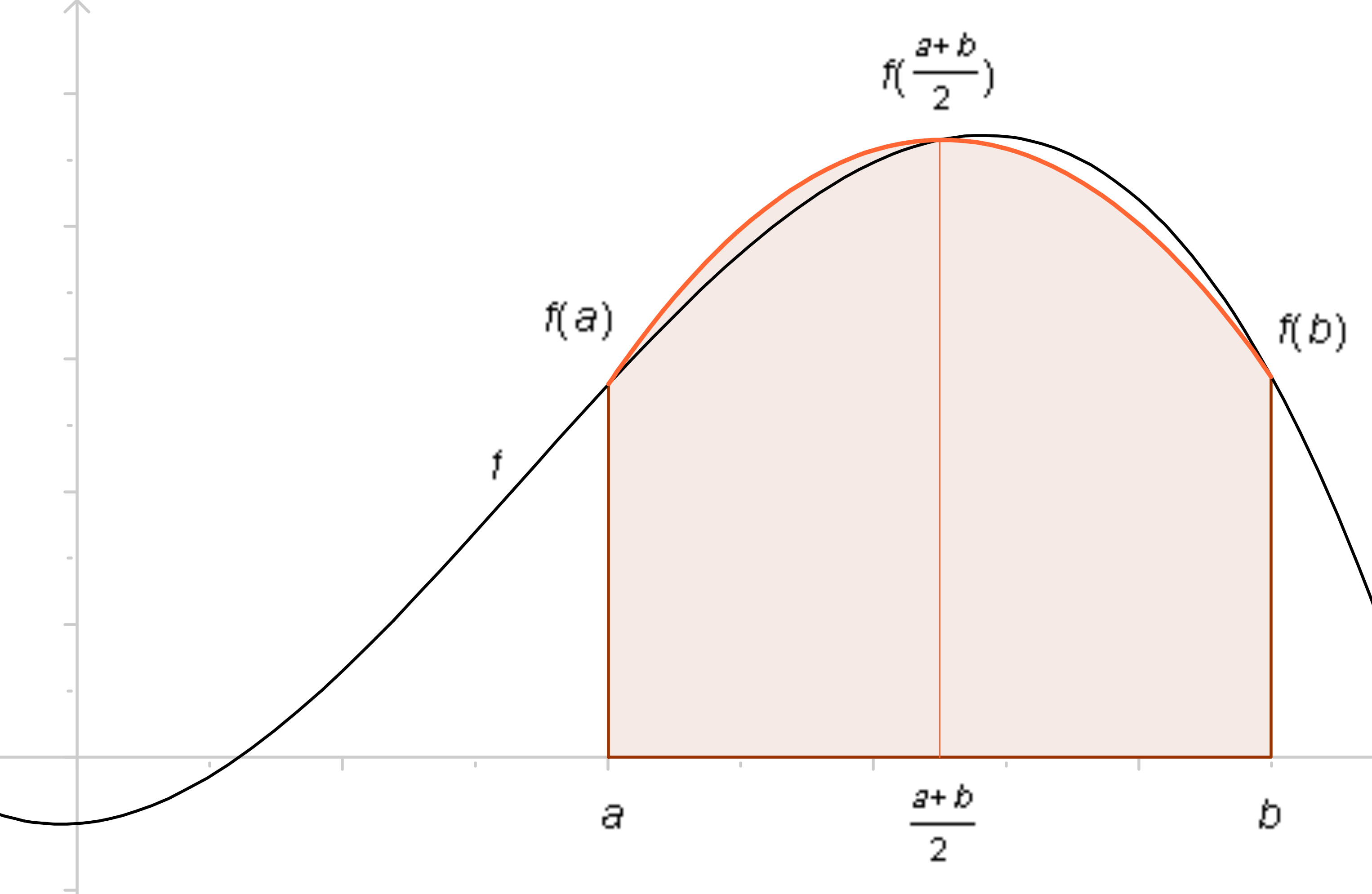

في التحليل العددي، صيغ نيوتن-كوت أو قواعد نيوتن-كوت هي مجموعة من الصيغ المستعملة في التكامل العددي (يطلق عليه أيضا التربيعي) بالاعتماد على الكمية المكاملة على نقاط متساوية التباعد. تعود التسمية تقديرا لإسحق نيوتن وروجر كوتس.

## وصف
بفرض أن الدالة ƒ المعرفة على [a, b] معلومة القيمة عند نقاط متساوية البعد xi, لأجلi = 0, …, n, حيثx0 = a وxn = b. يوجد نوعان من صيغ نيوتن كوتس، «النوع المغلق» والذي يستخدم قيمة الدالة على جميع النقاط، و«النوع المفتوح» والذي لايستخدم قيمة الدالة عند جميع النقاط. النوع المغلق لصيغ نيوتن كوتس من الدرجة nينص بالصورة
{\displaystyle \int _{a}^{b}f(x)\,dx\approx \sum _{i=0}^{n}w_{i}\,f(x_{i})}
حيثxi = h i + x0,
حيث h (تدعى بمقدار الخطوة) مساوية لـ (xn − x0) / n = (b − a) / n. تسمى wi الأثقال.

## الصيغ المغلقة
| الدرجة | الاسم العام              | الصيغة                                                                   | حد الخطأ                                                     |
| ------ | ------------------------ | ------------------------------------------------------------------------ | ------------------------------------------------------------ |
| 1      | قاعدة المعين             | {\displaystyle {\frac {b-a}{2}}(f_{0}+f_{1})}                            | {\displaystyle -{\frac {(b-a)^{3}}{12}}\,f^{(2)}(\xi )}      |
| 2      | قاعدة سيمبسون            | {\displaystyle {\frac {b-a}{6}}(f_{0}+4f_{1}+f_{2})}                     | {\displaystyle -{\frac {(b-a)^{5}}{2880}}\,f^{(4)}(\xi )}    |
| 3      | قاعدة 3/8 سمبسون         | {\displaystyle {\frac {b-a}{8}}(f_{0}+3f_{1}+3f_{2}+f_{3})}              | {\displaystyle -{\frac {(b-a)^{5}}{6480}}\,f^{(4)}(\xi )}    |
| 4      | قاعدة بوول، أو قاعدة بود | {\displaystyle {\frac {b-a}{90}}(7f_{0}+32f_{1}+12f_{2}+32f_{3}+7f_{4})} | {\displaystyle -{\frac {(b-a)^{7}}{1935360}}\,f^{(6)}(\xi )} |

## الصيغ المفتوحة
| الدرجة | الاسم العام                             | الصيغة                                                         | حد الخطأ                                                  |
| ------ | --------------------------------------- | -------------------------------------------------------------- | --------------------------------------------------------- |
| 2      | قاعدة المستطيل، أو قاعدة النقطة الوسطية | {\displaystyle (b-a)f_{1}\,}                                   | {\displaystyle {\frac {(b-a)^{3}}{24}}\,f^{(2)}(\xi )}    |
| 3      | لا اسم                                  | {\displaystyle {\frac {b-a}{2}}(f_{1}+f_{2})}                  | {\displaystyle {\frac {(b-a)^{3}}{36}}\,f^{(2)}(\xi )}    |
| 4      | لا اسم                                  | {\displaystyle {\frac {b-a}{3}}(2f_{1}-f_{2}+2f_{3})}          | {\displaystyle {\frac {7(b-a)^{5}}{23040}}f^{(4)}(\xi )}  |
| 5      | لا اسم                                  | {\displaystyle {\frac {b-a}{24}}(11f_{1}+f_{2}+f_{3}+11f_{4})} | {\displaystyle {\frac {19(b-a)^{5}}{90000}}f^{(4)}(\xi )} |